# 줄리 보언
줄리 보언(Julie Bowen, 1970년 3월 3일 ~ )은 미국의 배우이다.

## 출연 작품
- 휴비의 핼러윈 (2020)
- 라이프 오브 더 파티 (2018)
- 비행기2: 소방구조대 (2014)
- 나이프 파이트 (2012)
- 점핑 더 브룸 (2011)
- 컨셉션 (2011)
- 스트레스를 부르는 그 이름 직장상사 (2011)
- 크레이지 온더 아웃사이드 (2010)
- 모던 패밀리 (2009)
- 섹스 앤 데스 (2007)
- 더 레이트 레이트 쇼 위드 크레이그 퍼거슨 (2005)
- 위즈 시즌1 (2005)
- 키즈 인 아메리카 (2005)
- 보스톤 리걸 (2004)
- 로스트 시즌1 (2004)
- 지미 키멜 라이브! (2003)
- 카슨 데일리 쇼 (2002)
- 저스티스 리그 (2001)
- 브라보 대디 (2001)
- 에드 (2000)
- 맨 헌팅 (1999)
- 파리의 늑대인간 (1997)
- 해피 길모어 (1996)
- 멀티플리시티 (1996)
- 세 소녀 이야기 (1994)
- ER (1994)